# Antipyreny
Antipyreny jsou impregnační látky na dřevo a na materiály na bázi dřeva, které snižující zápalnost a zpomalují hoření. Většinou pracují na principu znemožnění přístupu vzdušného kyslíku. Dosahují toho například obalováním sklovitou vrstvou, práškem a podobně. Mechanismus funkce antipyrenů se podobá zpomalovačům hoření s tím rozdílem, že antipyreny se aplikují preventivně před případným vznikem požáru.  